# Ranunculus digitatifolius
Ranunculus digitatifolius — вид квіткових рослин родини жовтецевих (Ranunculaceae). Ареал: пд. Польща.